# Antonio Halili
Antonio Halili ( 1946 - 2 de julho de 2018) foi um político filipino.

## Carreira
Serviu como Prefeito de Tanauan, Batangas, a partir de 2013, até sua morte, em 2018. Seu mandato como prefeito foi controverso, devido aos seus métodos de lidar com o crime e drogas ilegais em sua cidade.

### Morte
Em 2 de julho de 2018 foi assassinado durante uma cerimônia ao ser baleado no peito por um pistoleiro desconhecido.